# Прекръстване
Прекръстването, наричано също кръсетн знак, ритуално действие, използвано в някои клонове на християнството. Представлява описване по тялото на кръст чрез последователно докосване със събрани пръсти на дясната ръка на челото, корема и двете рамена, често съпътствано с изговарянето гласно или наум на тринитарната формула „В името на Отца и Сина, и Светия дух. Амин.“.
Кръстният знак има два основни варианта, различаващи се по реда на описване на кръста и броя на използваните пръсти. При единия се използват три събрани пръста и движението завършва от дясното към лявото рамо – той се използва от Православната църква, несторианските църкви и повечето Източнокатолически църкви. Другият вариант – с движение, завършващо от лявото към дясното рамо – се използва от латинския обред на Католическата църква, лутеранството, англиканството и някои нехалкедонски църкви. Кръстният знак се използва и от някои клонове на методизма и калвинизма, но е рядък при останалите клонове на протестантството.